# Borodino, vùng Krasnoyarsk
Huyện Borodino (tiếng Nga: ? райо́н) là một huyện hành chính tự quản (raion), của Vùng Krasnoyarsk, Nga. Huyện có diện tích 4 kilômét vuông. Trung tâm của huyện đóng ở Borodino.